# Cemitério Francês de Berlim

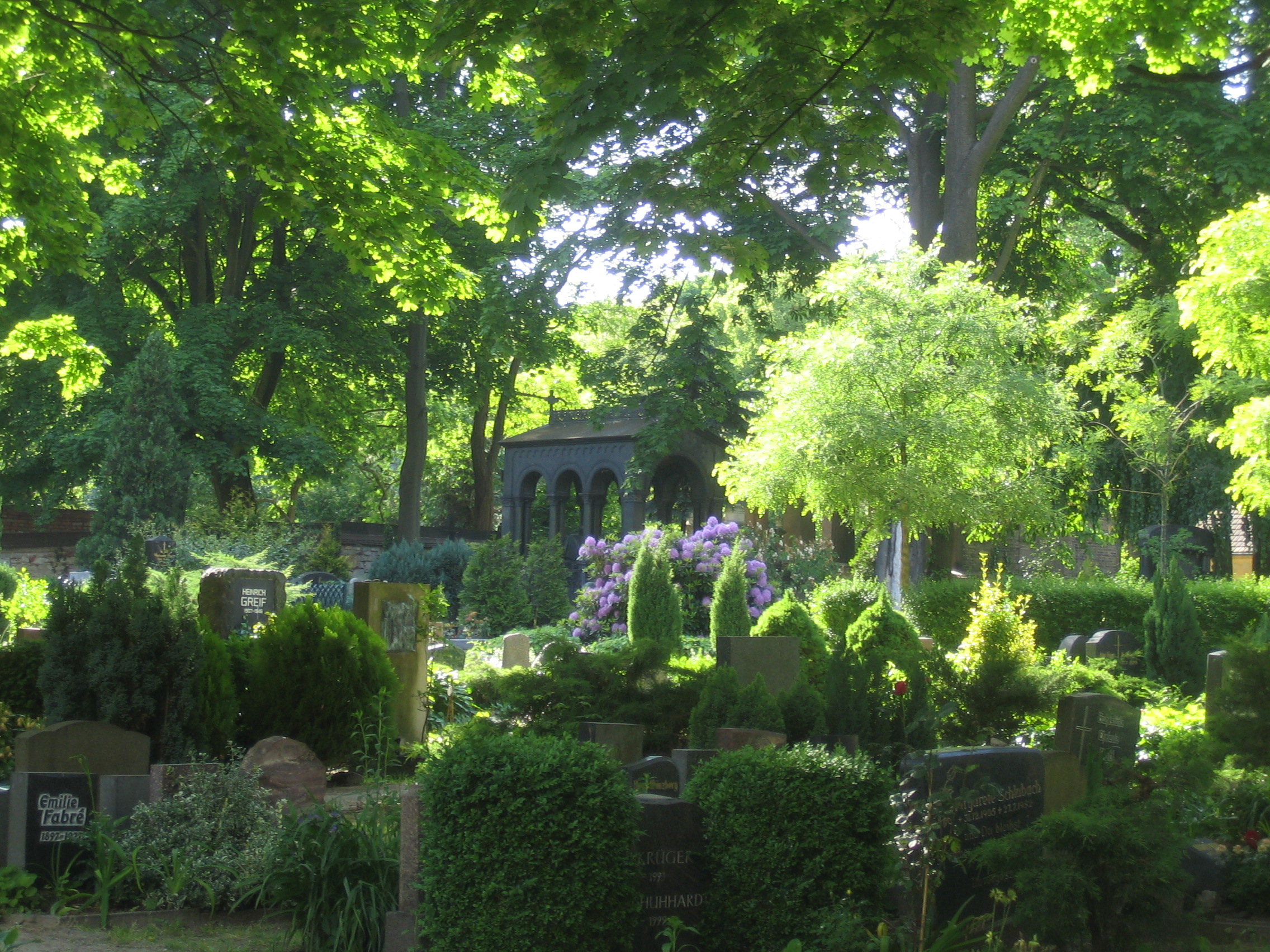
Vista geral do cemitério

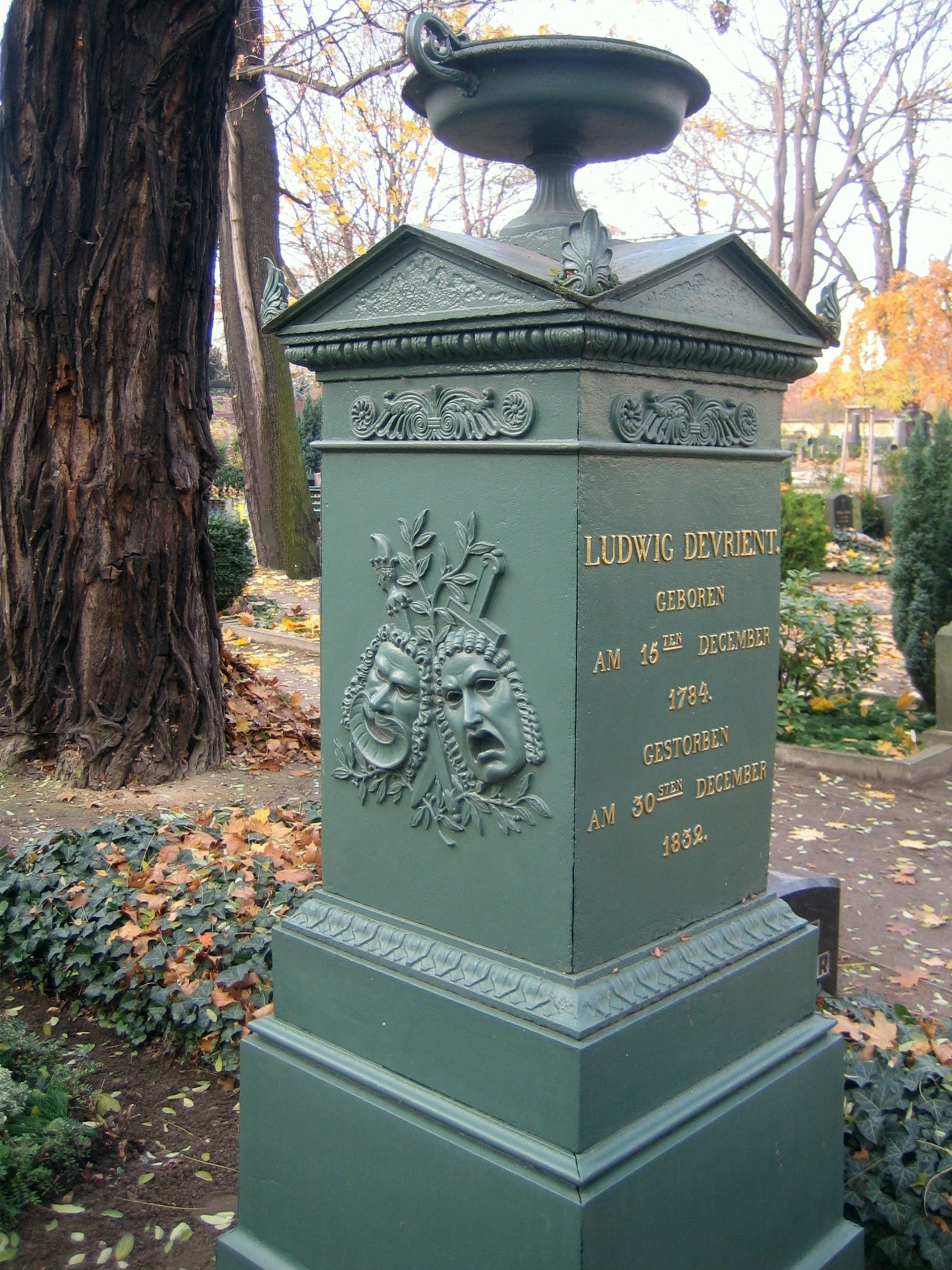
Sepultura de Ludwig Devrient

Sepultura de Pommrich. Escultura por Albert Moritz Wolff

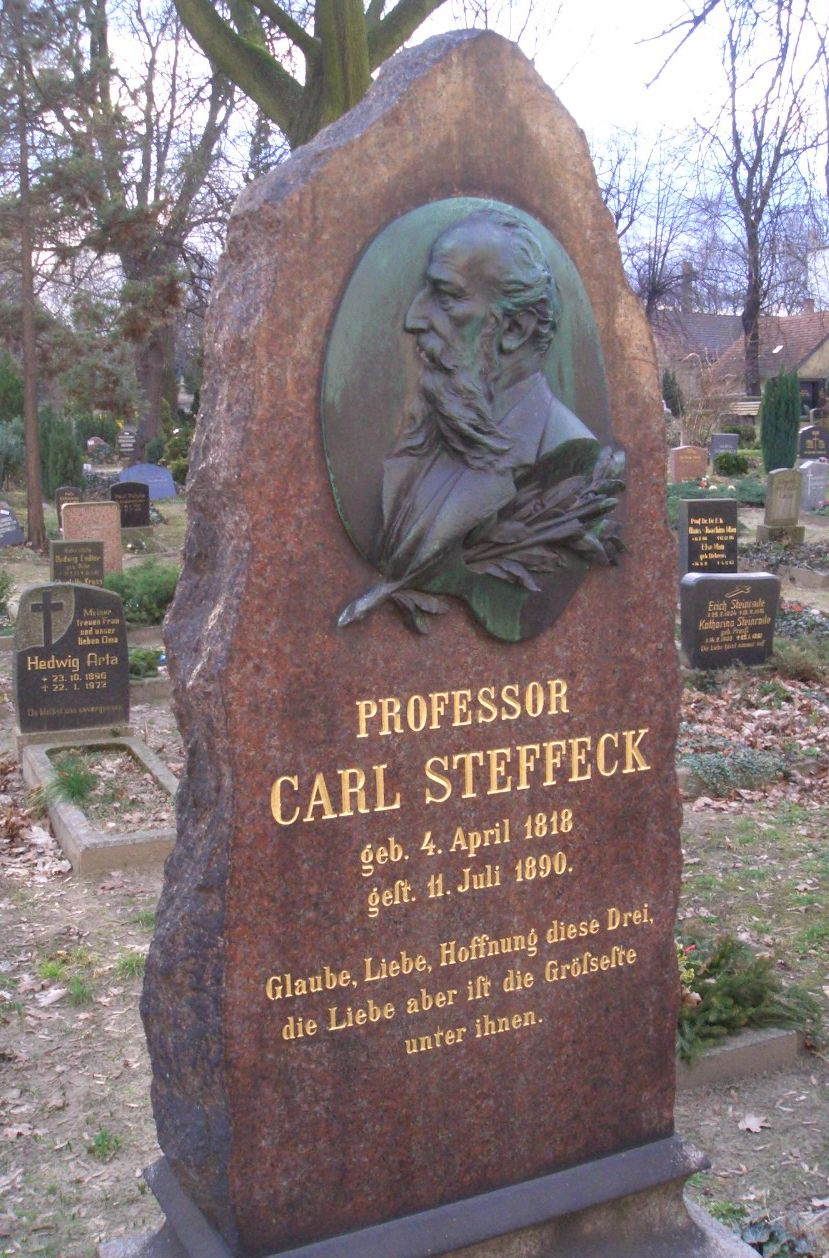
Sepultura de Carl Steffeck, medalhão por Friedrich Reusch

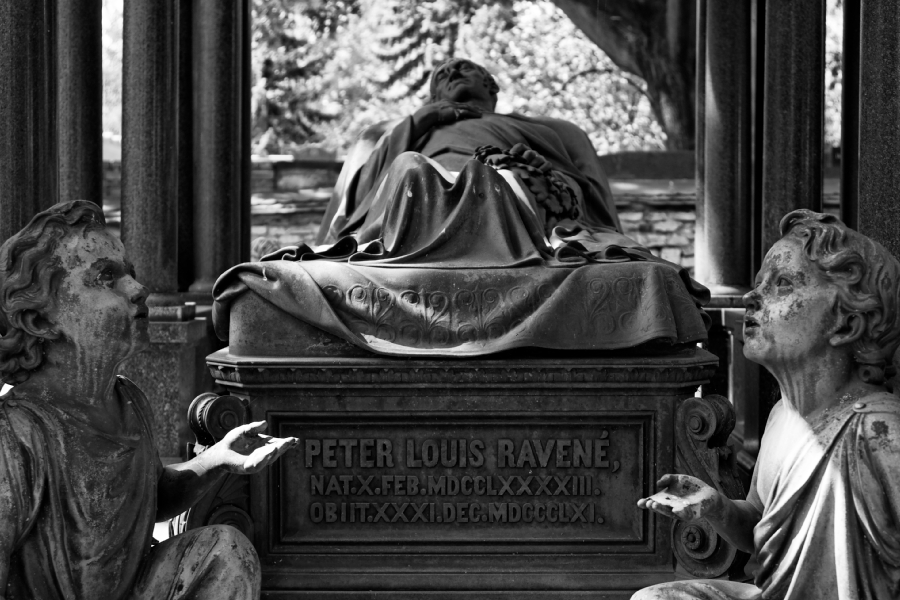
Sepultura de Peter Louis Ravené

O Cemitério Francês de Berlim (em alemão:  I. Französische Friedhof) na Oranienburger Vorstadt de Berlim é um monumento artístico-histórico próximo ao Dorotheenstädtischer Friedhof.

## História
O cemitério foi estabelecido em 1780 em uma área de 6.800 m² pela comunidade dos descendentes de huguenotes.

## Sepultamentos
- Paul Ackermann (1812–1846), linguista e escritor
- Johann Peter Friedrich Ancillon (1766–1837), preceptor de Frederico Guilherme IV da Prússia
- Franz Bendel (1833–1874), compositor
- Erich Böhme (1930–2009), jornalista e moderador de TV
- Daniel Chodowiecki (1726–1801), calcografista
- Ludwig Devrient (1784–1832), ator
- Emil du Bois-Reymond (1818–1896), fisiologista (sepultura destruída, existe uma placa comemorativa)
- Felix Henri Du Bois-Reymond (1782–1865), professor
- Madame Du Titre (= Marie Anna Dutitre) (1748–1827), Berliner Original
- Eberhard Esche (1933–2006), ator
- Amy Frank (1896–1980), atriz
- Dieter Franke (1934–1982), ator
- Willi Geismeier (1934–2007), historiador da arte
- Benjamin George (1739–1823), empresário e mecenas
- Heinrich Greif (1907–1946), ator
- Jenny Gröllmann (1947–2006), atriz
- Rolf Herricht (1927–1981), ator  humorista
- Harry Hindemith (1906–1973), ator
- Gottfried Kolditz (1922–1982), regente
- Karl Ludwig Michelet (1801–1893), filósofo
- Hendrik George de Perponcher Sedlnitzki (1771–1856), general e diplomata
- Klaus Piontek (1935–1998), ator
- Friedrich Quincke (1865–1934), químico
- Pierre Louis Ravené (1793–1861), industrial e colecionador de arte – sepultura por Friedrich August Stüler; escultura de Ravené deitado por Gustav Blaeser
- Käthe Reichel (1926–2012), atriz
- Günter Reisch (1927–2014), diretor de cinema
- Friedrich Richter (1894–1984), ator
- Helga Sasse (1942–2013), atriz
- Klaus Schlesinger (1937–2001), escritor
- Horst Schönemann (1927–2002), ator
- Berthold Schulze (1929–1988), ator
- Carl Steffeck (1818–1890), pintor
- Ehrenfried Stelzer (1932–2010), diretor da seção de criminalística da Universidade Humboldt de Berlim 1957–1989
- Gustav Trampe (1932–2006), jornalista
- Fritz-Georg Voigt (1925–1995), tradutor e editor
- Peter Voigt (1933–2015), autor e regente de documentários
- Gerhard Wolfram (1922–1991), intendente do Landestheater Halle e do Deutsches Theater

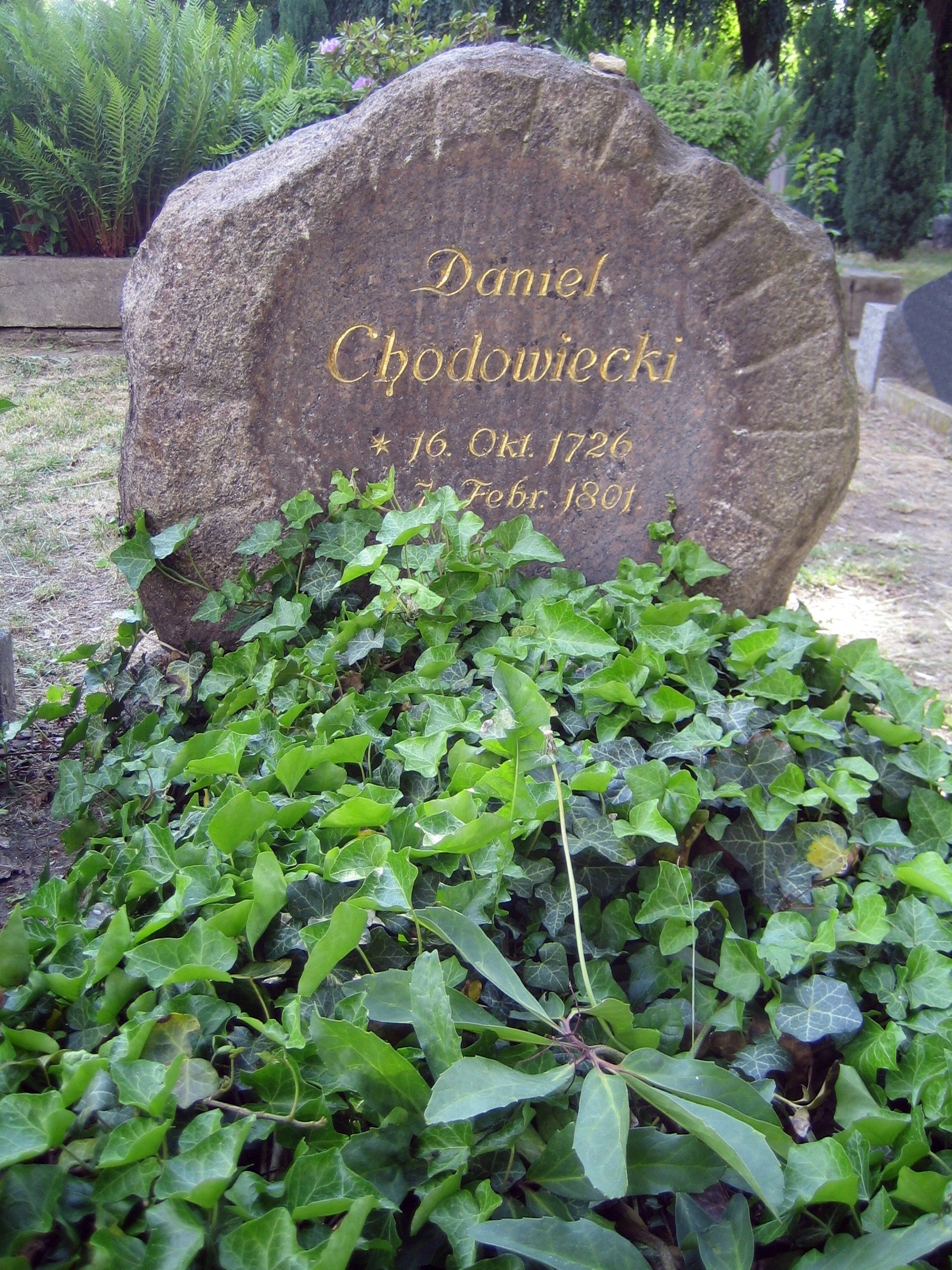
Sepultura de Daniel Chodowiecki
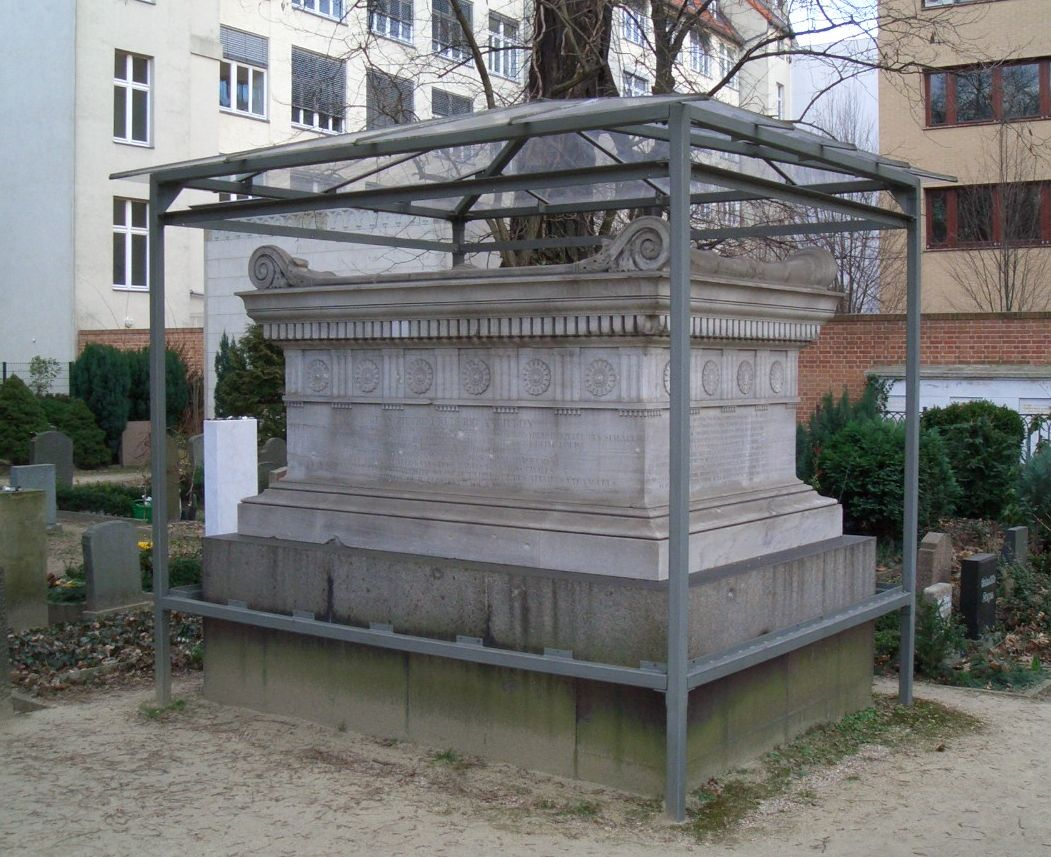
Frédéric Ancillon pelo arquiteto Heinrich Strack
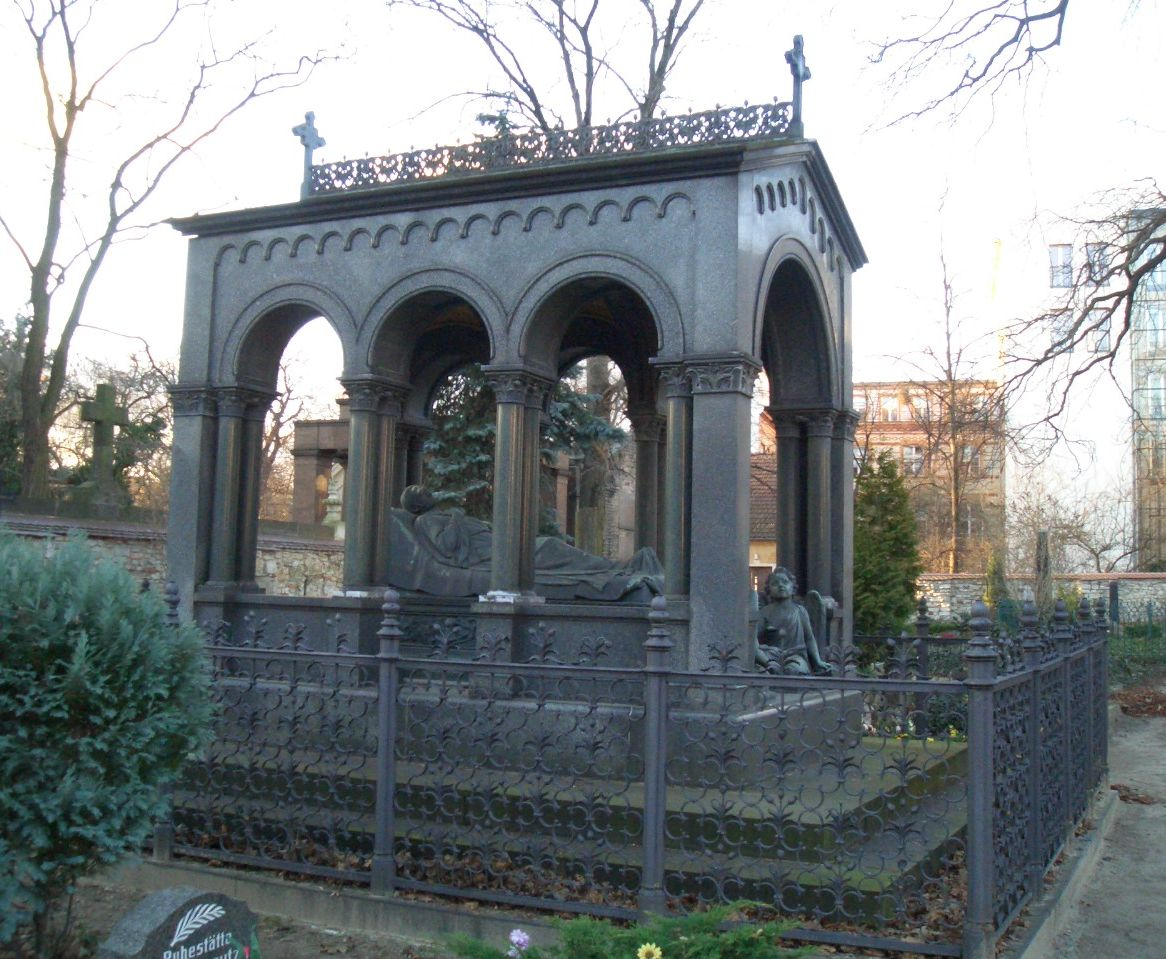
Sepultura de Pierre Louis Ravené